# Éclusier-Vaux
Éclusier-Vaux é uma comuna francesa na região administrativa de Altos da França, no departamento de Somme. Estende-se por uma área de 6,34 km². Em 2010 a comuna tinha 122 habitantes (densidade: 19,2 hab./km²).